# Серапеум
Серапеум (Серапеон) (лат. Serapeum, др.-греч. Σεραπεῖον, егип. Pr-Wsỉr-Ḥp «Дом Усерхапи» ) — храм или другое религиозное сооружение, посвящённое эллинистическому богу Серапису в Египте, соединявшему в себе черты Осириса и Аписа в образе человека (по одной из многих версий), который был более привычен для греков. Существовало несколько таких религиозных центров, каждый из которых назывался «серапеум».

## Серапеум в Александрии

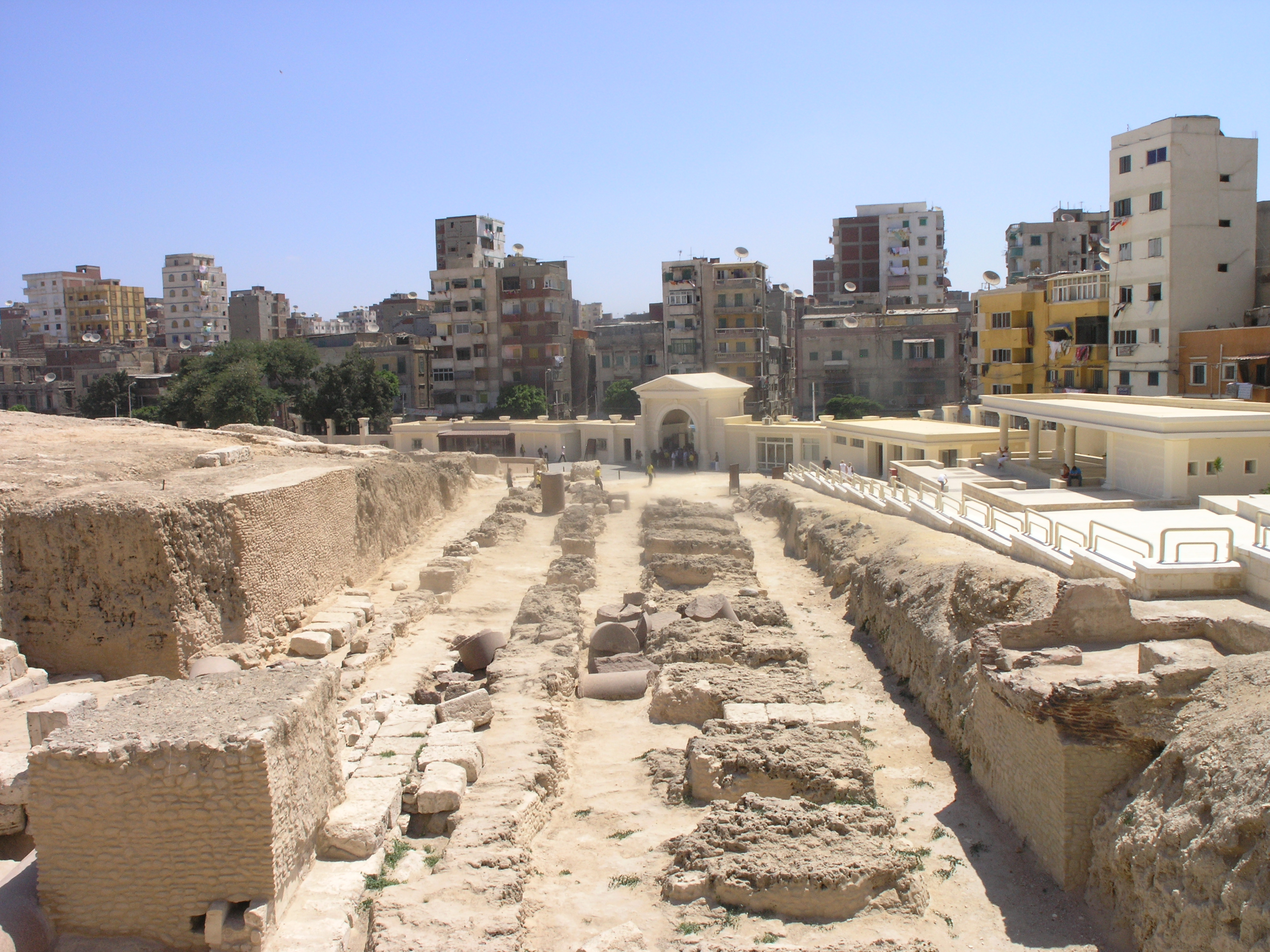
Вид на остатки Серапеума в Александрии.

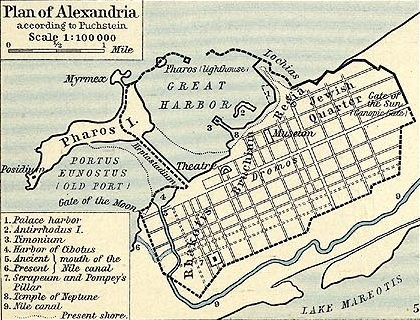
Карта древней Александрии с Серапеумом, расположенным на юге (помечено #7).

Серапеум в Александрии (точнее, Канобе) — храм, построенный Птолемеем III (правил 246—222 до н.э), и посвящённый Серапису, считавшемуся защитником Александрии. Участок, где ранее находился храм, расположен на скалистом плато, с видом на сушу и море. Согласно описаниям, серапеум был самым большим и величественным из всех храмов в греческом квартале Александрии. Помимо изображения божества в храме одно время располагалось отделение Александрийской библиотеки.

В городе [Александрии] есть очень высокие храмы. Выделяется среди них Серапей. Моя речь бессильна описать его. Обширные, окруженные колоннадами дворы, статуи, дышащие жизнью, и множество других произведений искусства, все это украшает его настолько, что после Капитолия, которым увековечивает себя достославный Рим, ничего более великолепного не знает Вселенная. В этом храме были помещены книжные сокровища неоценимого достоинства. Но древние писатели единогласно свидетельствуют, что когда, во время Александрийской войны при диктаторе Цезаре, город подвергся разграблению, сгорело 700 тысяч томов, которые были собраны неусыпными трудами царей Птолемеев.
— Аммиан Марцеллин
По свидетельству древнегреческого географа Страбона, храм находился на западе города. Сейчас от храма ничего не осталось, кроме огромной колонны Диоклетиана. Как писали в 1956 году археологи Алан Роу и Бринли Рис, рассказы о всё ещё стоящем серапеуме, который они там видели, были оставлены Афтонием, греческим ритором из Антиохии, который посетил его около 315 года, и Руфином, «христианином, который помогал в разрушении [его] в конце четвёртого века»; колонна отмечает «Акрополь», место где был серапеум, согласно рассказам Афтония, то есть «верхняя часть территории великого серапеума».
При раскопках на месте колонны Диоклетиана в 1944 году были обнаружены предметы из храма Серапеум: два набора из десяти мемориальных досок, по одной из золота, серебра, бронзы, фаянса, высохшей на солнце нильской грязи и пять из непрозрачного стекла. Доски содержали тексты на греческом языке и иероглифическом египетском письме с утверждением о постройке Серапеума Птолемеем III. В основании храма были открыты находки времён господства Птолемея IV, посвящённые богу Гарпократу — аналогу Гора. Галереи под храмом были, скорее всего, местом проведения обрядов в честь бога Сераписа. В 1895 году на месте храма была найдена чёрная диоритовая статуя Сераписа в воплощении быка Аписа с диском солнца между рогами с надписями времён римского императора Адриана (117—138).

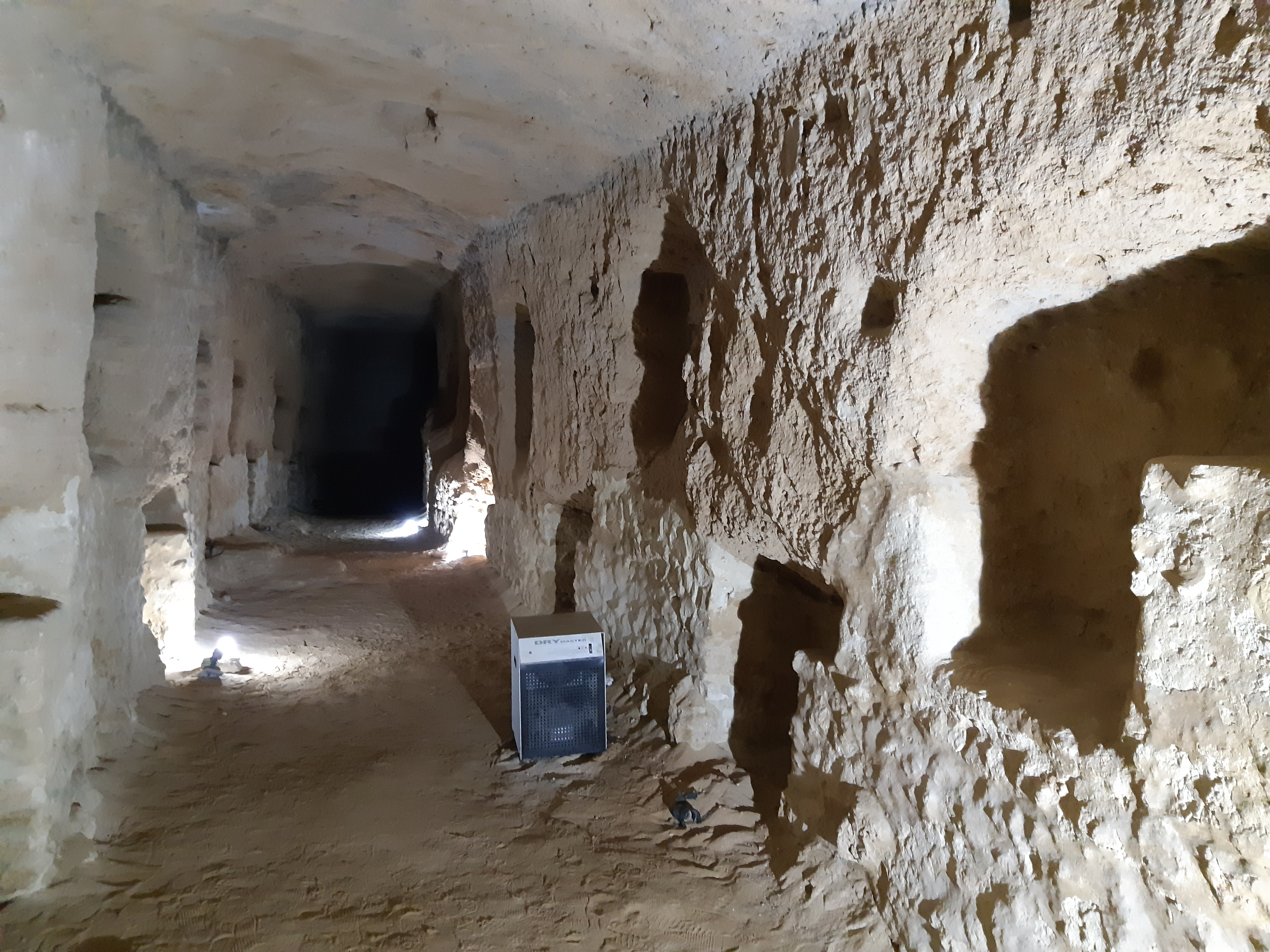
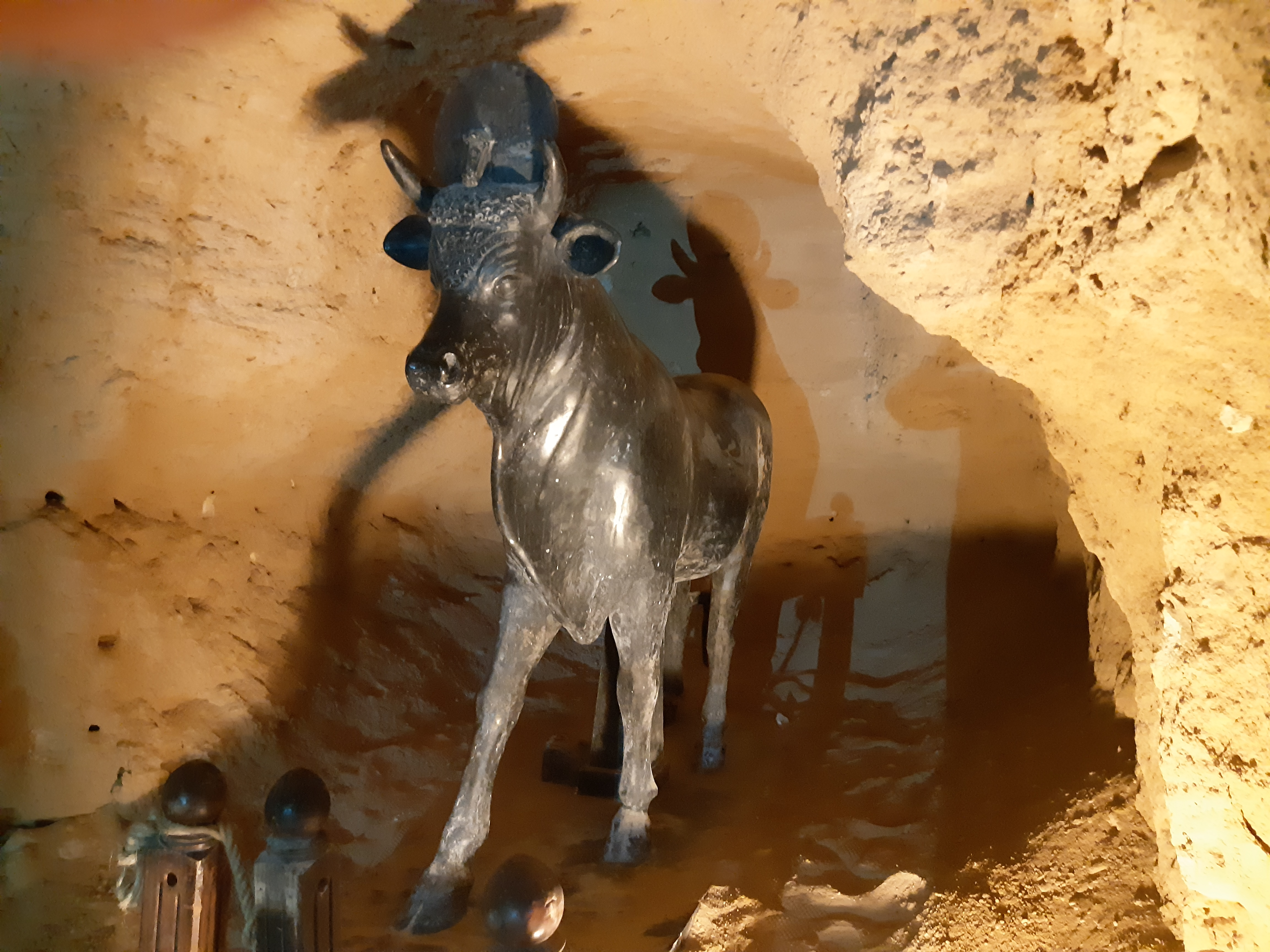
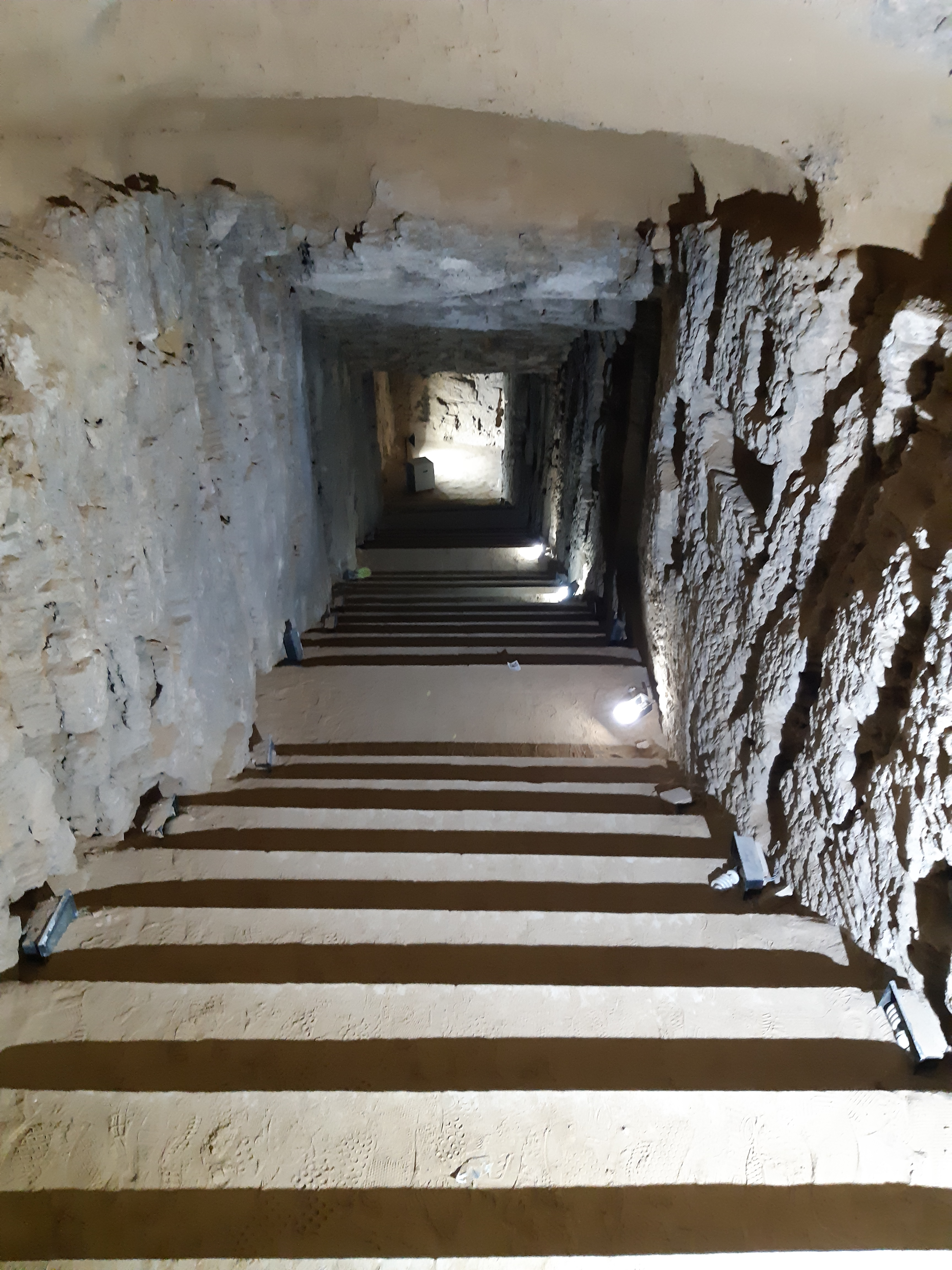
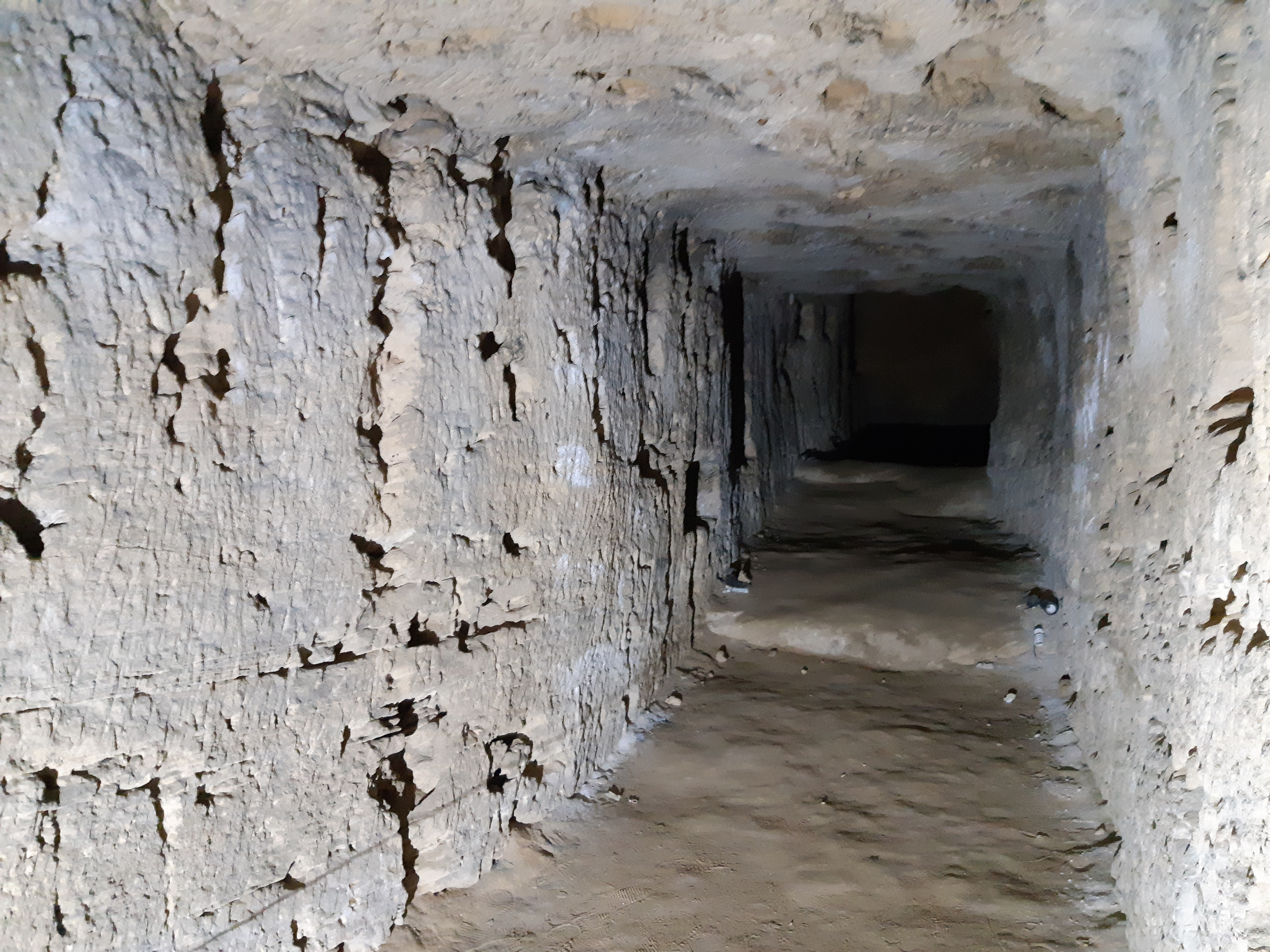
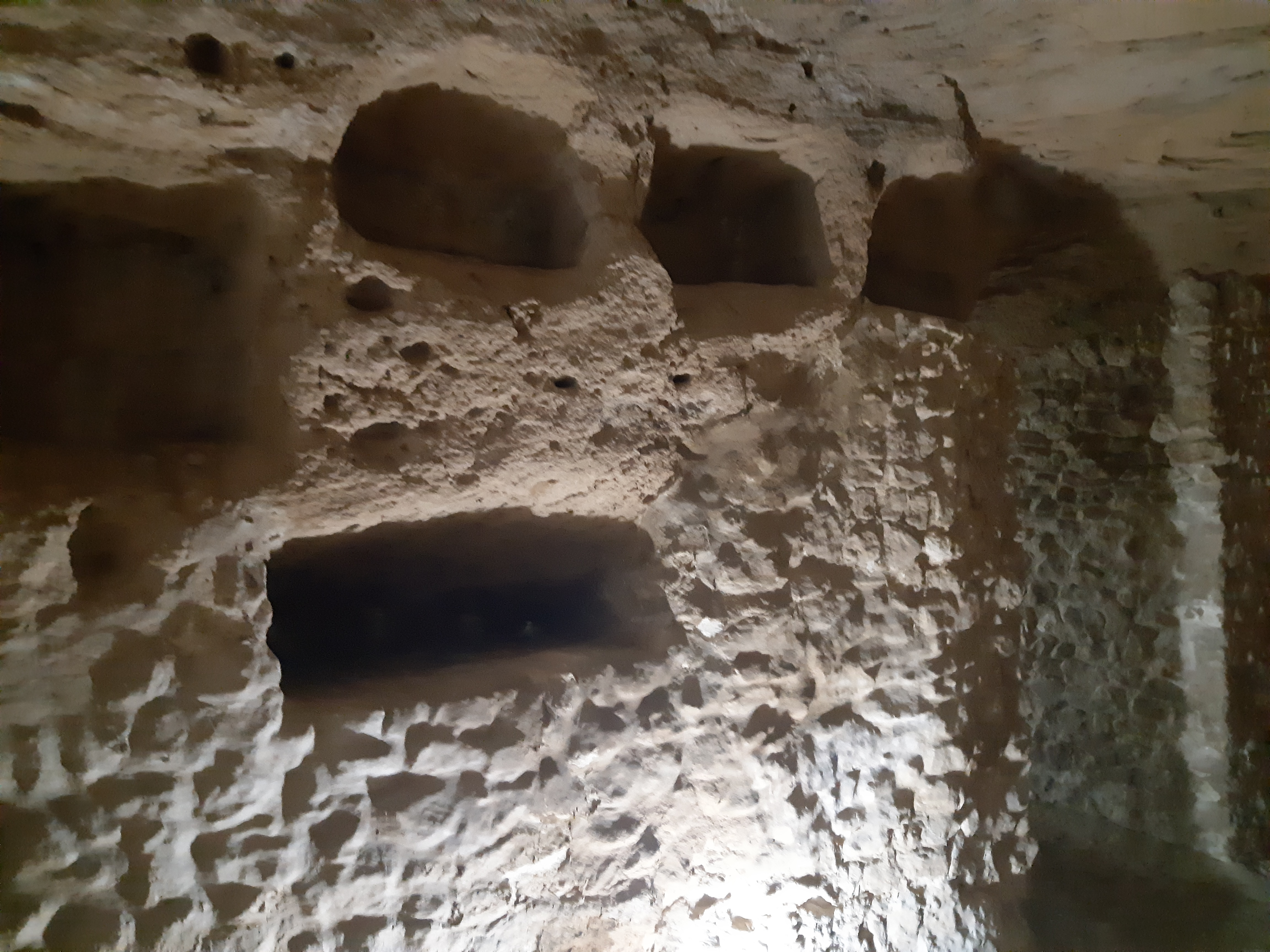
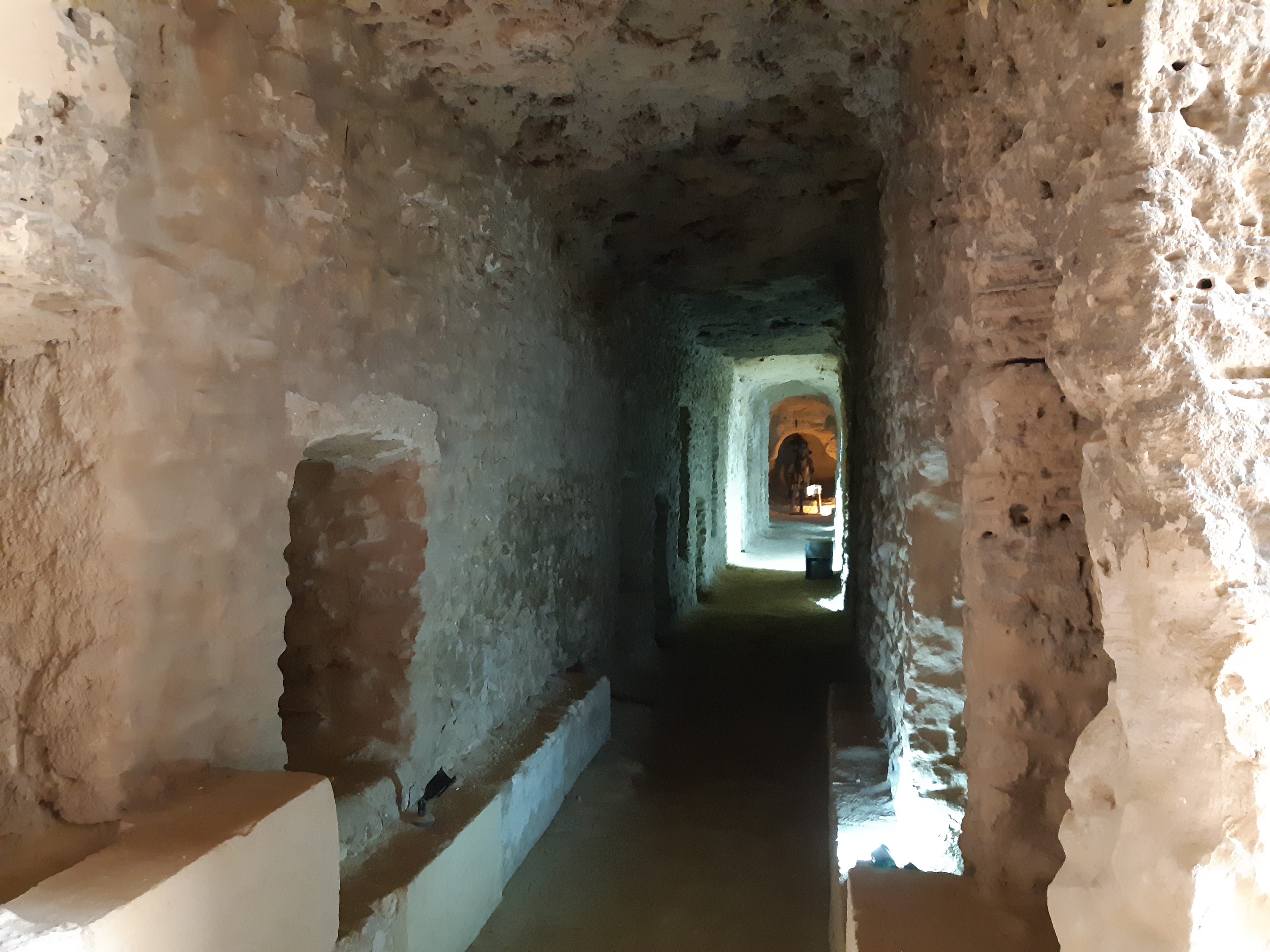
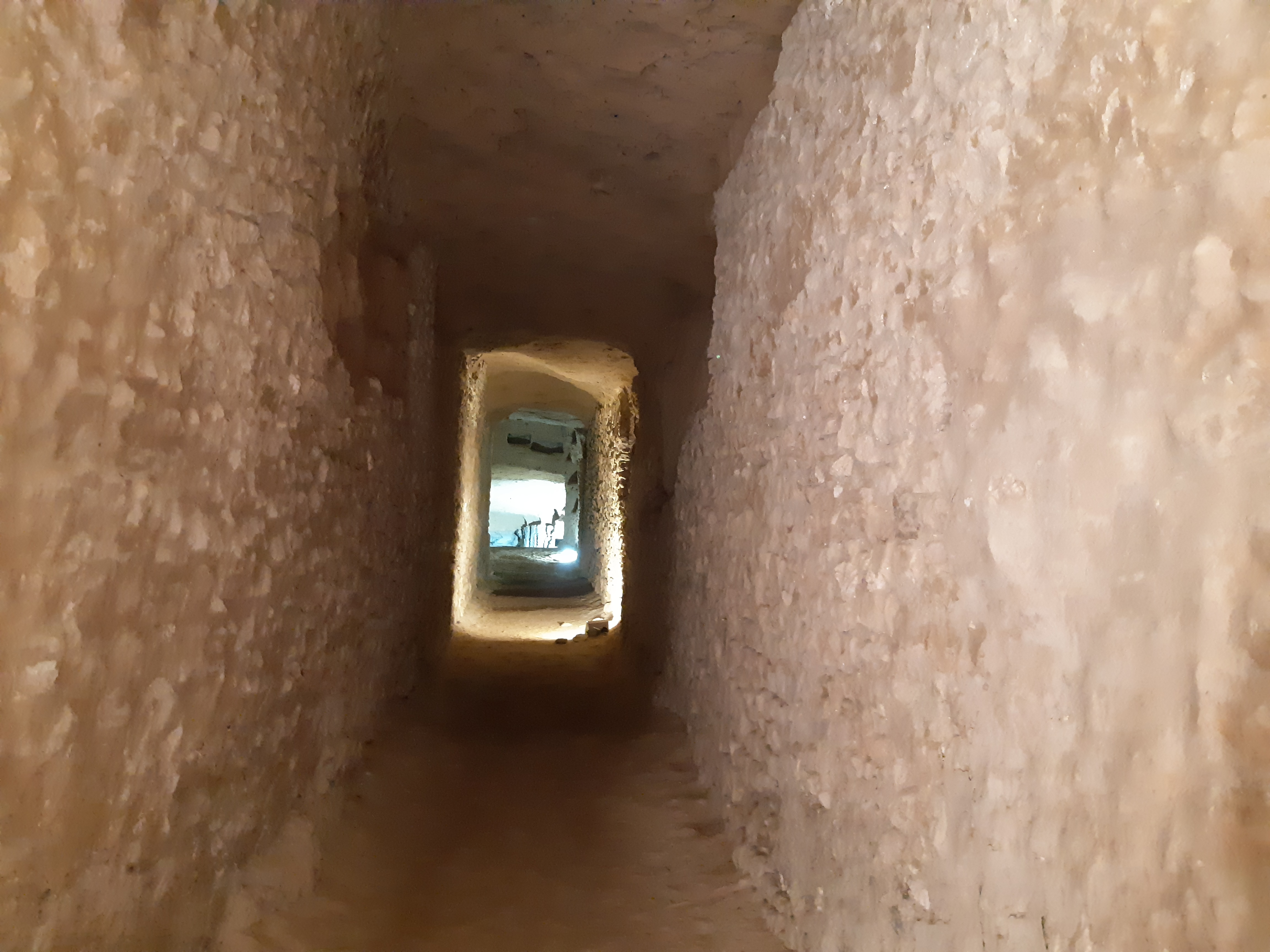

### Разрушение Александрийского серапеума

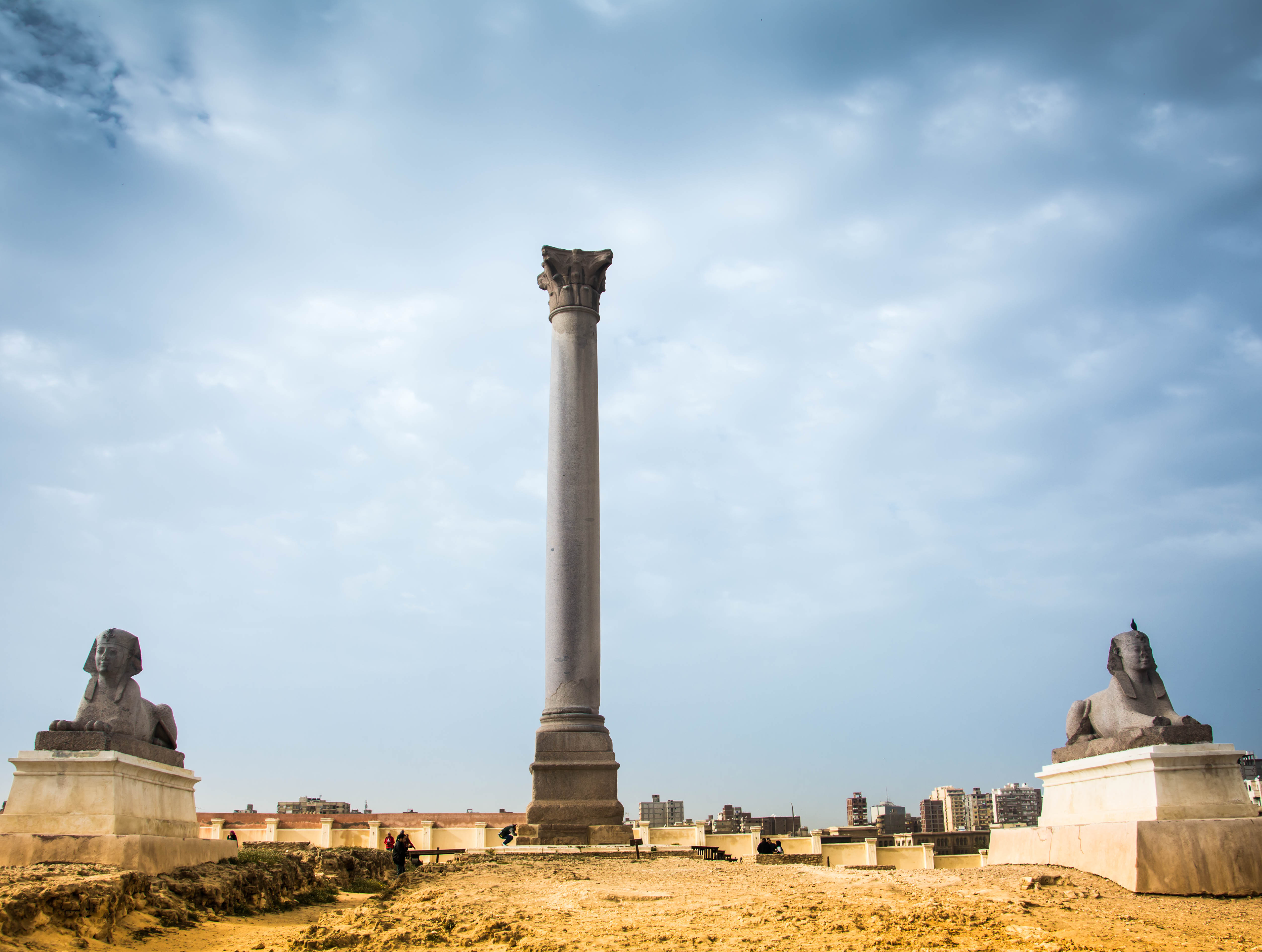
Колонна Диоклетиана, воздвигнутая в 297 году нашей эры на территории Серапеума.

Серапеум в Александрии был разрушен либо толпой христиан либо римскими легионерами в 391 году.
Какова бы ни была причина, разрушение Серапеума, описанное христианскими писателями Руфином и Созоменом, было, по словам историка Питера Брауна, лишь самым впечатляющим из подобных конфликтов в городе. Вместо этого несколько других древних и современных авторов истолковали разрушение Серапеума в Александрии как свидетельство торжества христианства. Однако Питер Браун рассматривает это на долгосрочном фоне частого насилия толпы в городе, где греческие и еврейские кварталы сражались в течение четырёхсот лет, начиная с I века до нашей эры. Кроме того, Евсевий Кесарийский упоминает уличные бои в Александрии между христианами и язычниками, произошедшие ещё в 249 году. Есть свидетельства того, что язычники принимали участие в общегородской борьбе как за епископа Афанасия Александрийского, так и против него в 341 и 356 годах. Аналогичные рассказы встречаются в трудах Сократа Схоластика. Р. Макмаллан далее сообщает, что в 363 году (почти 30 годами ранее до разрушения серапеума) епископ Александрии Григорий Каппадокийский был жестоко убит разъярённой толпой язычников из-за своего сильного и открытого неприятия к ним, его изуродованное тело, привязанное к верблюду, было протащено по всему городу, а затем сожжено за пределами Александрии.
Какими бы ни были предшествующие события, Александрийский серапеум не был восстановлен. После его разрушения был основан монастырь, построена церковь в честь Святого Иоанна Крестителя, известная как Ангелиум или Евангелиум. Однако церковь превратилась в руины около 600 года нашей эры, восстановлена патриархом Исааком Александрийским (681—684 годы) и окончательно разрушена в X веке арабами-мусульманами. В XX веке на этом месте находилось мусульманское кладбище Баб Сидра.
Существует несколько гипотез разрушения храма:

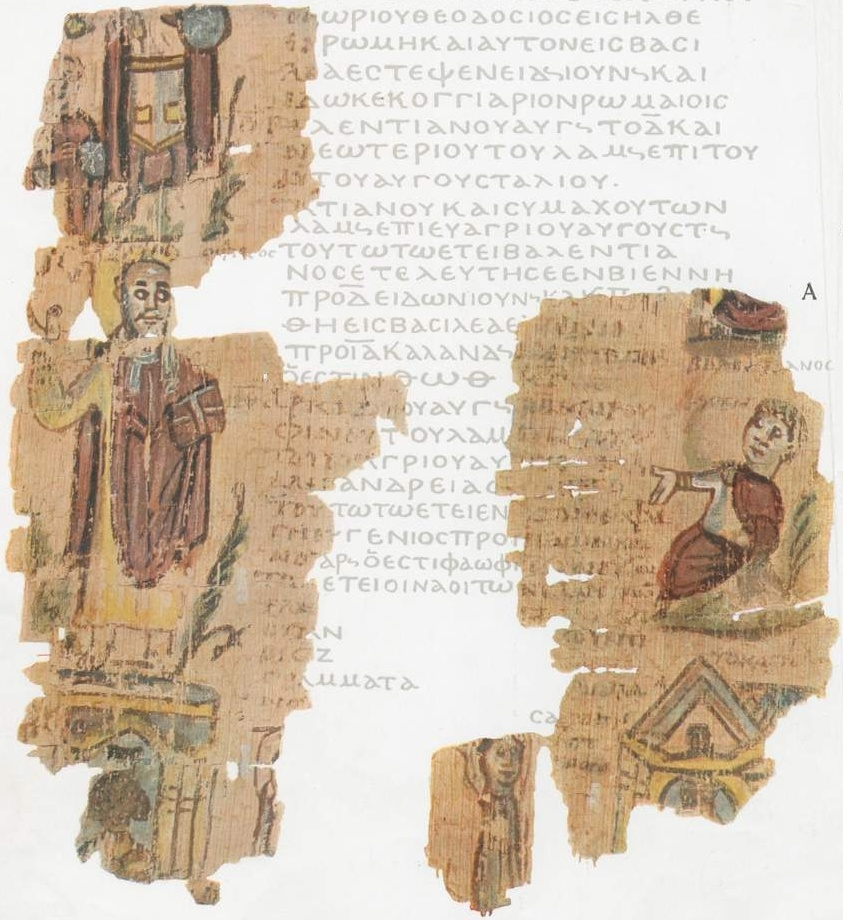
Торжествующий Теофил с Евангелием в руке стоит на Серапеуме в 391 году

1. В IV веке в Александрии действовал патриарх Феофил Александрийский, который получил разрешение от властей города на реконструкцию одного из заброшенных храмов Диониса. Он хотел превратить его в церковь. Во время ремонта в храме были обнаружены тайные пещеры. Открытие этих пещер спровоцировало нападение язычников на христиан, те же в свою очередь приняли ответные меры. Тогда язычники отступили и забаррикадировались в храме Серапеум — самом внушительном из оставшихся святилищ города. Они захватили множество христианских пленников, некоторые из них были принесены в жертву путём сожжения, а остальные убиты или со сломанными ногами сброшены в пещеры для жертвоприношения. Тогда же язычники, пойманные в ловушку в храме, начали грабить его (Rufinus и MacMullen, 1984). Торжествующий Теофил с Евангелием в руке стоит на Серапеуме в 391 году Феофил послал письмо Феодосию I с просьбой помиловать язычников взамен на уничтожение всех языческих сооружений. Это и повлекло разрушение Серапеума. Сначала римские солдаты и монахи, призванные из пустыни, сровняли храм с землёй, затем они приступили к разрушению священных зданий в городе Канопус. Повсюду в Египте были разрушены языческие постройки. На папирусной хронике (Александрия, V век) показан торжествующий Феофил на храме Серапеум[10].
2. Есть другая версия разрушения серапеума. События начинаются с закрытия митреума. По-видимому, остатки святилища были осквернены христианами, что повлекло нападение язычников. Дальнейшие события развивались аналогично первой версии.
3. Есть также третья версия, её начало положено в трудах греческого языческого историка Евнапия (IV век). Согласно этой версии толпа христиан применила военную тактику для разрушения серапеума и последующего его разграбления. Человеческие скелеты «преступников» и «рабов» — христиан, убитых в серапеуме, — были помещены в христианские храмы, они считались мучениками[11][12].

В том же году, после случившегося, декретом императора Феодосия I было запрещено соблюдение языческих религиозных обрядов. Это по сути являлось кульминацией Феодосия I в его религиозной политике, до этого он постепенно превращал священные праздничные дни в рабочие (в 389 году), потом запретил публичные жертвоприношения, а также закрывал храмы и поощрал распространение христианства.

#### ОценкаСозомена
Примерно в этот период епископ александрийский, которому император по его собственной просьбе предоставил храм Диониса, превратил это здание в церковь. Статуи были убраны, адиты (скрытые статуи) выставлены на всеобщее обозрение; и, чтобы бросить вызов языческим мистериям, он устроил процессию для демонстрации этих предметов; фаллосы (ритуальные символы Диониса) и все другие предметы, спрятанные в адите, которые действительно были или казались нелепыми, он выставил на всеобщее обозрение.
Язычники, пораженные столь неожиданным разоблачением, не могли вынести его молча, но сговорились вместе напасть на христиан. Они убили многих христиан, ранили других и захватили серапеум, храм, который бросался в глаза своей красотой и обширностью и который стоял на возвышении. Они превратили его во временную крепость и привели сюда многих христиан, подвергли их пыткам и заставили принести жертвы. Тех, кто отказывался подчиниться, распинали, ломали обе ноги или предавали смерти каким-нибудь жестоким способом. Когда мятеж в течение некоторого времени одерживал верх,пришли правители и призвали людей вспомнить законы, сложить оружие и покинуть серапион. Затем пришел Роман, военачальник египетских легионов и Евагрий префект Египта.
Но так как их усилия привести народ к повиновению были совершенно тщетны, они сообщили императору о том, что произошло.
Те, кто заперся в серапионе, приготовились к более энергичному сопротивлению, опасаясь наказания, которое, как они знали, ожидало их из-за дерзкого проступка, и они были еще больше подстрекаемы к восстанию речами человека по имени Олимпий, одетого в одежды философа, который сказал им, что они должны скорее умереть, чем пренебречь богами своих отцов. Видя, что они сильно удручены разрушением идолопоклоннических статуй, он заверил их, что такое обстоятельство не оправдывает их отказа от своей религии; ибо статуи были сделаны из тленных материалов и были просто изображениями, а потому должны были исчезнуть; тогда как силы, обитавшие в них, улетели на небеса. Такими речами он удерживал толпу за собой в серапионе.
Когда императору сообщили об этих событиях, он объявил, что христиане, которые были убиты, были благословлены, поскольку они были допущены к чести мученичества и пострадали в защиту веры.
Он предложил помилование тем, кто убил их, надеясь, что этим актом милосердия они с большой готовностью примут христианство; и он приказал разрушить храмы в Александрии, которые были причиной данного мятежа.
Говорят, что, когда этот императорский указ был прочитан публично, христиане громко кричали от радости, потому что император возложил на язычников всю вину за то, что произошло.
Люди, охранявшие серапион, были так напуганы этими криками, что обратились в бегство, и христиане немедленно овладели этим местом, которое они сохранили до сих пор.
Мне сообщили, что в ночь, предшествовавшую этому событию, Олимпий услышал голос одного из них, поющего аллилуйю в серапионе. Двери были заперты, и все было тихо; и так как он никого не видел, а только слышал голос певца, то тотчас же понял, что означал этот знак; и, никому не ведомый, он покинул серапион и отплыл в Италию. Говорят, что при сносе храма были найдены некоторые камни, на которых были иероглифические знаки в виде креста, которые, будучи представлены на рассмотрение ученым, были истолкованы как означающие грядущую жизнь. Эти знаки привели к обращению нескольких язычников, как и другие надписи, найденные в том же месте и содержавшие предсказания о разрушении храма.
Таким образом, серапион был взят и, немного погодя, превращен в церковь названную в честь императора Аркадия.
(Созомен, Церковная история, 7:15)

#### ОценкаРуфина
Один из солдат, лучше защищенный верой, чем оружием, хватает обоюдоострый топор, выпрямляется и изо всех сил бьет в челюсть старой статуи. Ударив по изъеденному червями дереву, почерневшему от жертвенного дыма, он снова и снова кромсает ее по кусочкам, и каждый из них несут к костру, который кто-то уже разжег, где сухое дерево исчезает в пламени. Голова отрубается, затем рубятся ноги, и, наконец, конечности идола отрываются от туловища веревками. И вот случилось так, что кусок за куском дряхлый шут был сожжен прямо на глазах у своих обожателей Александрии. Тело, оставшееся невредимым, было сожжено в амфитеатре в заключительном акте контумели. [...]
Кирпич за кирпичом, здание разбирается праведниками (так) во имя Господа нашего Бога: колонны разбиты, стены повалены. Золото, ткани и драгоценный мрамор удаляются из нечестивых камней, пропитанных дьяволом. [...]
Храм, его жрецы и нечестивые грешники теперь побеждены и низвергнуты в адское пламя, так как тщеславное суеверие (язычество) и древний демон серапис окончательно уничтожены.
- Руфин Аквилейский, Церковная история, 2:23

## Серапеум в Саккаре
Серапеум в Саккаре — некрополь, расположенный около Мемфиса в Египте. Предполагается, что он был предназначен для погребения священных быков Аписов, земных воплощений бога Птаха, хотя прямых доказательств этому нет, так как саркофаги на момент обнаружения некрополя были пусты. Весьма вероятно, что они подверглись разграблению задолго до их официального открытия. Некрополь обнаружен 1 ноября 1850 года французским египтологом Огюстом Мариетом, который провёл раскопки большей части комплекса. Его заметки о раскопках были утеряны, что осложнило хронологический анализ этих погребений.
С VII века до н. э. умерших Аписов бальзамировали и погребали в саркофагах на кладбище Серапеум.
В этом и ряде других захоронений, датируемых от господства Рамсеса XI до Осоркона II (в промежутке около 250 лет), известно о девяти захороненных быках. Это число включает три не найденных захоронения, но о существовании которых догадывался Мариет. Они находились в комнате, проводить в которой земляные работы Мариет считал слишком опасным. Предположительно существуют другие захоронения Аписов.

### Галерея

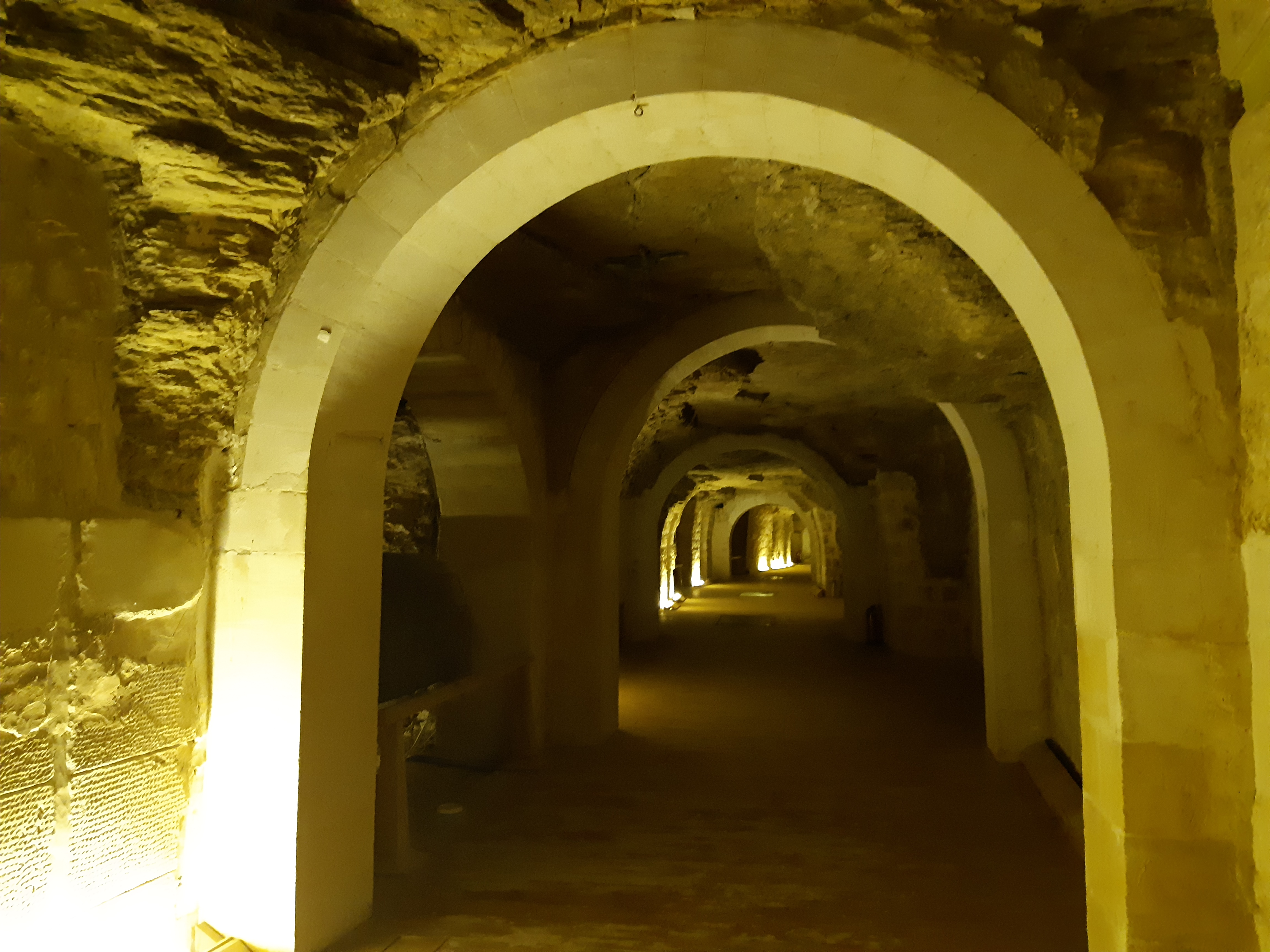
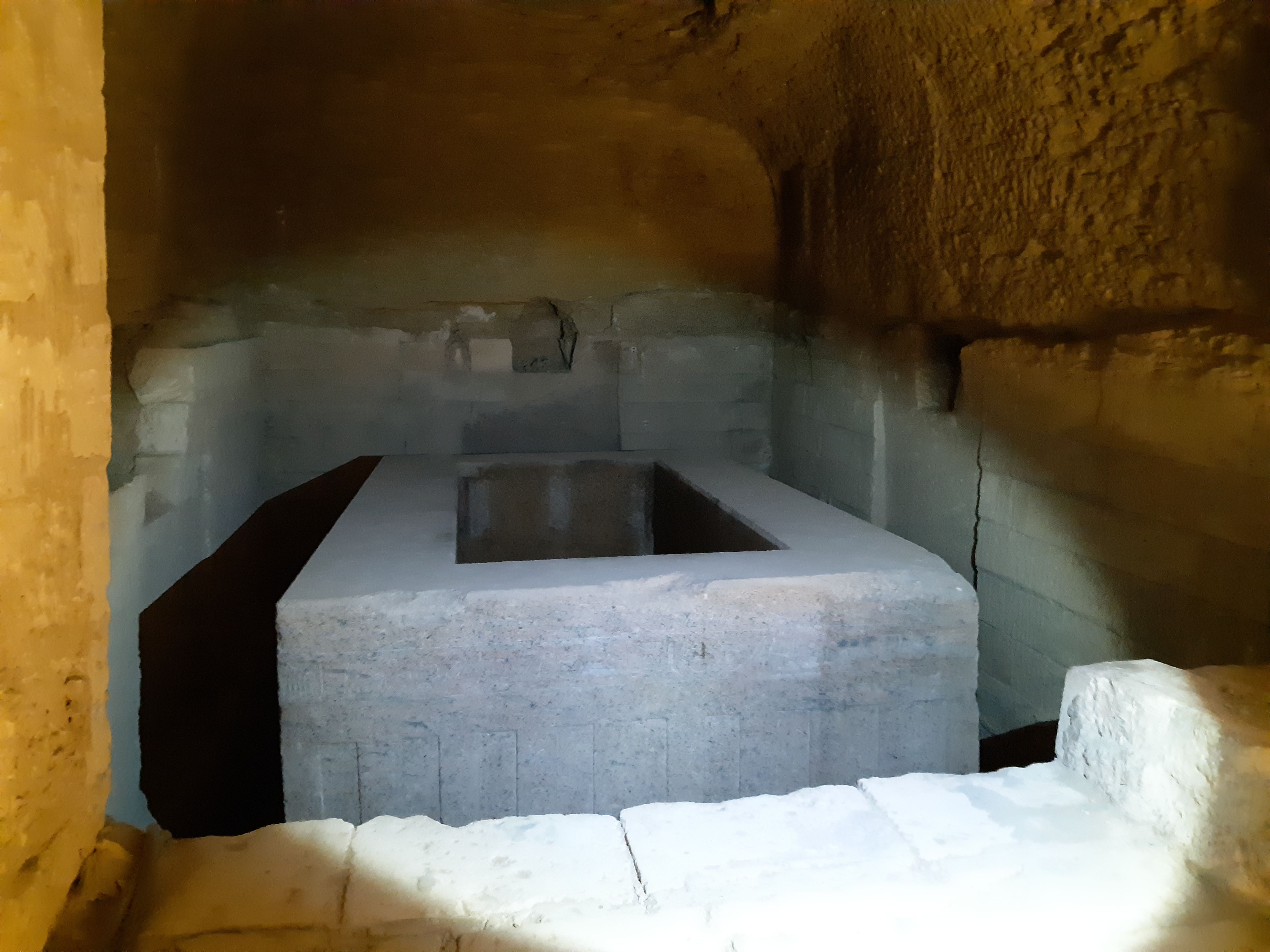
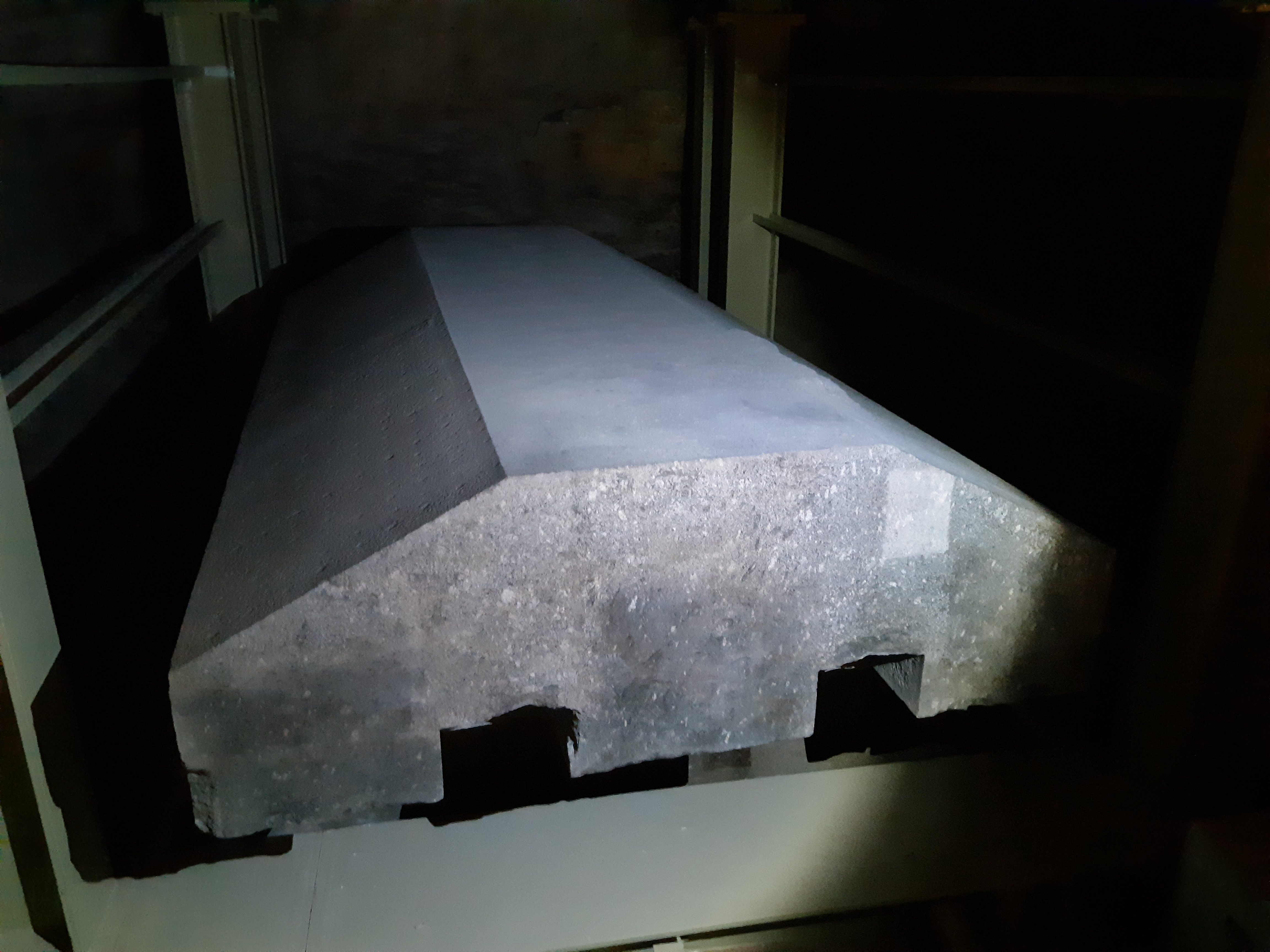
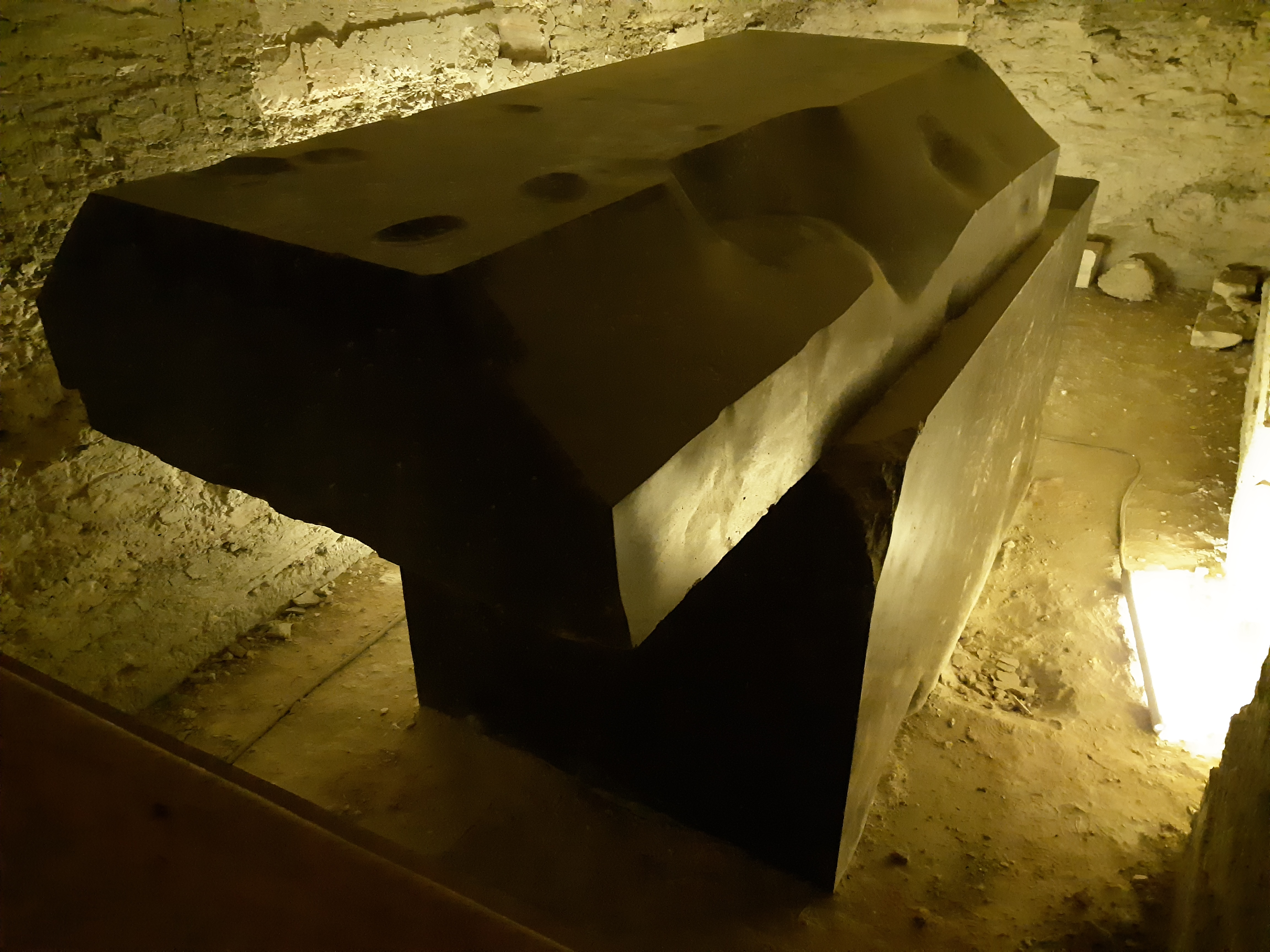
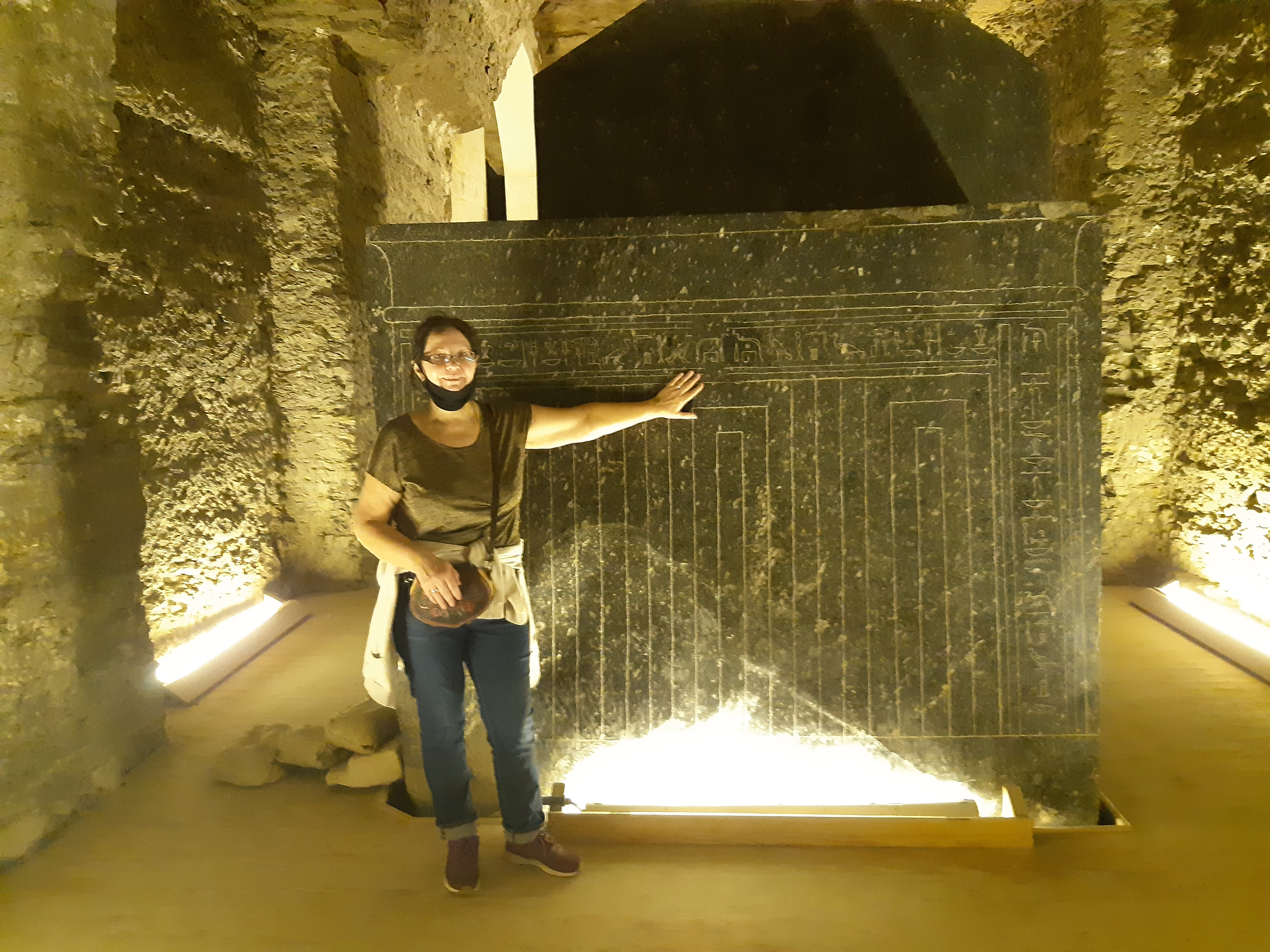
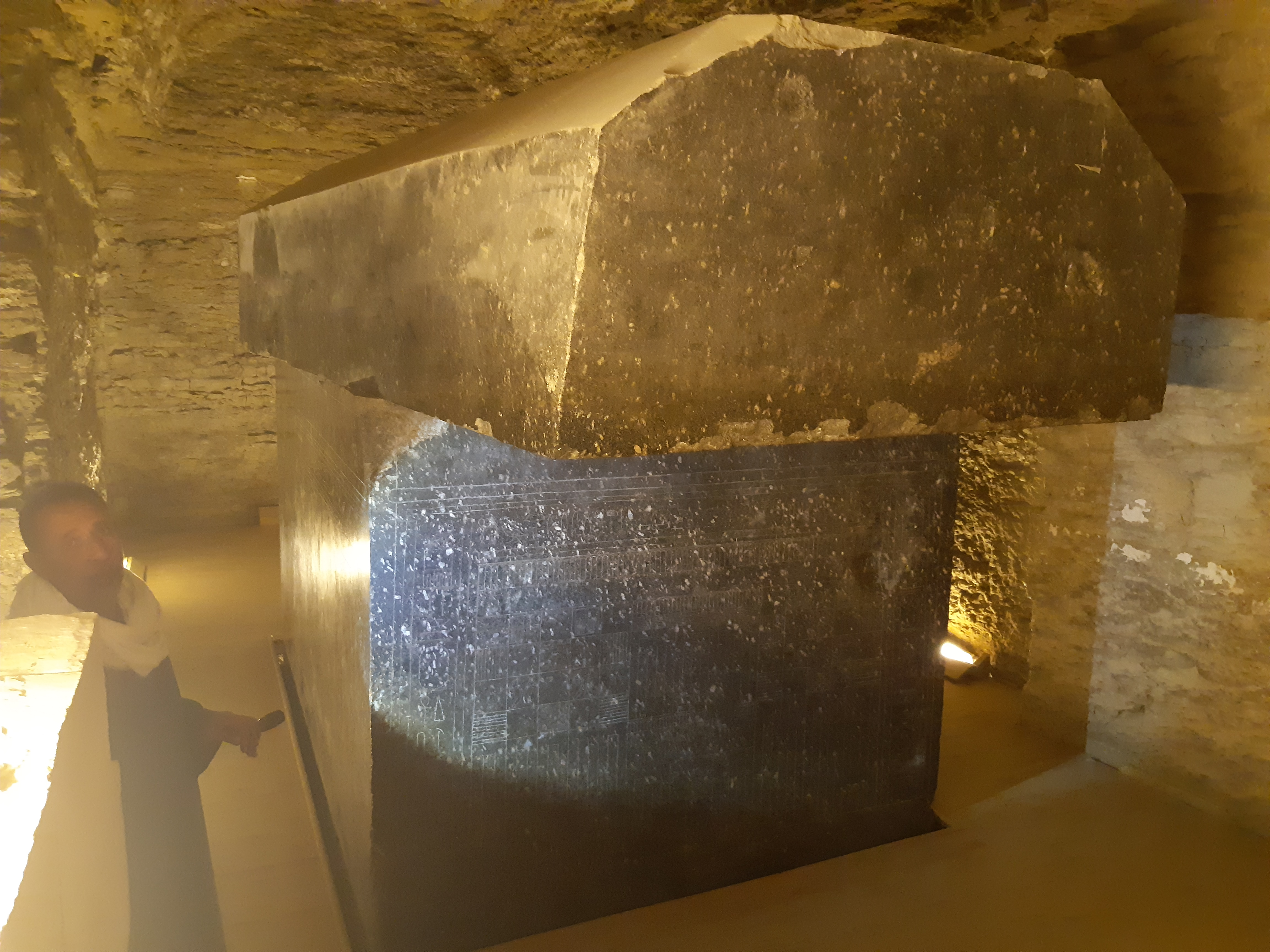

## Серапеум в Канопусе
Ещё один серапеум был расположен в городе Канопус в дельте Нила около Александрии. Это святилище было посвящено богине Исиде — супруге Сераписа. Был одним из самых известных культовых центров Египта эпохи Птолемеев и римлян. Празднества в честь Исиды были настолько популярны, что храм стал образцом для архитектурного подражания при строительстве других религиозных объектов в Египте.
Священный греко-римский участок (теменос) включал храм, расположенный позади пропилеи или перистиля. Были найдены также другие святыни, посвящённые другим богам: Анубису, Гермесу Трисмегисту (синкретическое божество с чертами Тота и Гермеса), Гарпократу и др. Комплекс часто ассоциировался со священным источником, изображавшим в некотором смысле ежегодный разлив Нила.
Римский император Адриан реконструировал Канопус на своей вилле близ Тиволи в больших пропорциях: огромный прямоугольный резервуар, представлявший собой проход 119 метров длиной и 18 метров шириной, окруженный портиками и статуями, вёл к серапеуму. Защищённое величественным куполом, святилище было разделено на общедоступную область и подземную часть. По окончании строительства храма Адриан приказал отчеканить памятные монеты со своим портретом и изображением Сераписа на помосте с навесом на двух колоннах.

### Серапеум в Александрии
- Chuvin, Pierre, 1990 (B. A. Archer, translator). A Chronicle of the Last Pagans, (Harvard University Press). ISBN 0-674-12970-9 The incremental restrictions on «indigenous polytheism» of the governing class, chronicled from imperial edict to imperial edict.
- MacMullen, Ramsay, 1984.Christianizing the Roman Empire A.D. 100—400, (Yale University Press)
- Turcan, Robert, 1996.Cults of the Roman Empire (Blackwell) Bryn Mawr Classical review

### Серапеум в Саккаре
- Ibrahim Aly Sayed, Mohamad; David M. Rohl (1988). «Apis and the Serapeum». Journal of the Ancient Chronology Forum 2: 6-26.
- Malinine, Michel; Georges Posener, and Jean Vercoutter (1968). Catalogue des stèles du Sérapéum de Memphis. Paris: Imprimerie nationale de France.
- Mariette, François Auguste Ferdinand (1857). Le Sérapéum de Memphis, découvert et décrit. Paris: Gide éditeur.
- Mariette, François Auguste Ferdinand (1892). Le Sérapéum de Memphis. Paris: F. Vieweg.
- Thompson, Dorothy J. (1988). Memphis under the Ptolemies. Princton: Princeton University Press.
- Vercoutter, Jean (1960). «The Napatan Kings and Apis Worship (Serapeum Burials of the Napatan Period)». Kush: Journal of the Sudan Antiquities Service 8: 62-76.
- Vercoutter, Jean (1962). Textes biographiques du Sérapéum de Memphis: Contribution à l’étude des stèles votives du Sérapéum. Paris: Librairie ancienne Honoré Champion.